# 唐老鸭
唐老鴨（英語：Donald Duck）是華特迪士尼公司創作的經典卡通形象人物之一。首次出現於1934年，官方生日是1934年6月9日，是隻擬人化的白鴨。牠有橙黃色的嘴、腳和蹼，身穿Fauntleroy水手裝，但沒穿褲子，愛吃胡萝卜。女友為黛丝鸭（英語：Daisy Duck）。唐老鴨的全名是Donald Fauntleroy Duck（唐納德·方特洛伊·達克）。此名出現於1942年的紀錄片中唐老鴨拿到匯票印在牠的水手帽上的片段。在迪士尼的網頁亦有提及牠的全名。
雖然唐老鴨性格脾氣暴躁、傲慢無禮，沮喪時容易放棄，但大部分時間都很隨和、容易滿足，講話口齒不清。有關他的動畫短片通常圍繞著他因為壞運氣與壞脾氣交錯造成的各種嬉鬧劇。2002年，唐老鴨和牠的朋友米老鼠一起被列入電視史上50位最偉大的卡通人物名單，並在好萊塢星光大道上贏得一顆星。他出演的電影比任何其他迪士尼角色多，且是超級英雄類型之外世界上出版最多的漫畫人物。

## 配音員
自1934年唐老鴨於迪士尼動畫亮相開始，Clarence Nash一直擔任唐老鴨的專屬配音員，直至1985年因白血病辭世後，改由Tony Anselmo擔任配音。
中國大陸的華語版本早期曾由張涵予及李扬擔任配音。
台灣版由蔡閨（初代）、John、謝文德（1994—2014）、陳志邦（2014至今）擔任配音。
日本版由山寺宏一擔任配音。

## 動畫中的唐老鴨

### 早期
1934年6月9日，唐老鴨首次亮相於《糊塗交響樂》系列卡通中的《聰明的小母雞》。
1936年，唐老鴨被重新設計，變得稍加豐滿、圓渾。牠亦開始有單獨演出，第一部片是1937年1月9日由Ben Sharpsteen繪製的卡通Don Donald；牠的女友黛絲鴨（Daisy Duck）亦在本片以Donna Duck之名首次出現。
唐老鴨的三個姪兒休依、杜依、路依則於1年後，即1938年4月15日，在Donald's Nephews首次在大銀幕上亮相；該片由傑克·金（Jack King）執導。
除了有自己擔當主演的單元外，在1935年播出的米奇的修車站中與米老鼠及高飛狗第一次做三人搭配演出，後續到1937年的兩年間三人經常一起演出，到1938年後開始跟高飛狗做撘檔演出，或是和奇奇與蒂蒂做對手戲，直到1999年的米老鼠新傳中三人才繼續合作演出。

## 漫畫中的唐老鴨
唐老鴨的漫畫週刊及月刊在許多歐洲國家大受歡迎，首先流行於挪威和芬蘭，其後有丹麥、 德國、義大利、荷蘭及瑞典。它們大多數由華特迪士尼公司位於義大利的分公司及位於丹麥、挪威、芬蘭和瑞典的Egmont生產和出版。
下列地方亦有唐老鴨漫畫連載—— 澳大利亞、奧地利、比利時、巴西、保加利亞、中國（中國大陸和香港）、哥倫比亞、捷克共和國、丹麥（包括法羅群島）、埃及、愛沙尼亞、芬蘭、法國、德國、希臘、蓋亞那、匈牙利、冰島、印度、印尼、以色列、義大利、拉脫維亞、立陶宛、荷蘭、挪威、波蘭、葡萄牙、羅馬尼亞、俄羅斯、沙烏地阿拉伯、斯洛維尼亞共和國、西班牙、瑞典、泰國、土耳其、英國、美國和前南斯拉夫。

### 早期發展
1937年，一位名為Mondadori的義大利出版商首度為唐老鴨打造個人漫畫。該漫畫有18頁、由Federico Pedrocchi撰寫。唐老鴨為主角，並首次以冒險者之姿態登場，有別以往單純的喜劇角色。同時，英格蘭的Fleetway也開始出版以唐老鴨為主角的漫畫故事。

### 在Taliaferro筆下的發展
從1938年2月2日開始，美國的漫畫家查爾斯·阿弗雷德·塔里亞菲羅和Bob Karp每日發表一篇的唐老鴨短篇漫畫。塔里亞菲羅負責作畫，Karp則負責故事。
翌年，他們更發表星期日短篇漫畫，為唐老鴨的世界創作更多角色。他養了一隻聖班納，名叫Bolivar。鴨家族亦開始成長，多了堂叔史高治和祖母Elvira Coot。唐老鴨早期的墨西哥女朋友名叫Donna，於1940年由黛絲鴨所取代。

### 在Barks筆下的發展
1942年，Western Publishing開始發展關於唐老鴨和迪士尼其他角色的原創漫畫。新發行商除了卡尔·巴克斯和Jack Hannah外，就不信任其他新的畫師。Barks在很多故事中都重覆用了尋寶這個主題。
Barks很快就負擔起唐老鴨漫畫的主要發展工作，包括寫故事和繪畫。在他筆下，漫畫和動畫中的唐老鴨的性格分別愈來愈大，變得愈來愈愛冒險、更雄辯，亦沒有那麼情緒化。
Barks給了唐老鴨一架電單車，出現於1985年出版的A 1934 Belchfire Runabout其中一個故事。

## 褲子問題
芬蘭曾一度禁止唐老鴨，有說是因為他沒穿褲子露出了生殖器。

## 野心
雖然早期較不明顯，但唐老鴨有著想搶下米老鼠在迪士尼中作為吉祥物的野心，尤其在米老鼠新傳的片頭曲結束前最為明顯，甚至有些單元中會見米老鼠消失後自己會更受歡迎的妄想，這點與樂一通的達菲鴨極為相像。

## 迪士尼以外
1947年俄勒岡大學（英文：University of Oregon）運動總監Leo Harris取得華特·迪士尼本人的同意，正式讓唐老鴨成為學校的吉祥物。1974年，迪士尼公司正式授權俄勒岡大學，可於與運動相關的地點或事件使用唐老鴨圖像。1991年，此授權更延至學校相關商品。
1984年，唐老鴨50歲生日紀念，俄勒岡大學頒發榮譽學位給唐老鴨，近4000位影迷來到當地機場接機與參與儀式，數千名當地居民連署贈送賀卡歡迎，這些文件目前都存放於迪士尼公司。
唐老鴨的名字和圖像也出現於其他商業產品，例如1940年由Citrus World出品的唐老鴨的橙汁。

## 唐老鴨曾現身的作品

### 電影
- 致候吾友-致候吾友（1942年）
- 三騎士-西班牙三紳士（1944年）
- 米奇的快樂聖誕（英语：Mickey's Christmas Carol）（1983年）
- 夢城兔福星-谁陷害了兔子罗杰（1988年）
- 乞丐王子-乞丐王子（1990年）
- 高飛狗（英语：A Goofy Movie）（1995年）
- 幻想曲2000-幻想曲2000（1999年）
- Mickey's Once（英语：Mickey's Once Upon a Christmas）（1999年）
- 好朋友雪中歡聚（英语：Mickey's Magical Christmas: Snowed in at the House of Mouse）（2001年）
- 米奇家族的萬聖歷險（2003年）
- 米奇聖誕嘉年華（英语：Mickey's Twice Upon a Christmas）（2004年）
- 三劍客（2004年）

### 電視
- 1987-1990： 唐老鴨俱樂部（DuckTales）
- 1993-1995： Bonkers
- 1996-1997： 唐老鴨新傳（Quack Pack）
- 1999-2000： 米老鼠新傳
- 2001-2003： 米老鼠群星會（英语：Disney's House of Mouse）
- 2006-2016： 米奇妙妙屋
- 2013-：米奇歡笑多（Mickey Mouse TV series）
- 2017-：新唐老鴨俱樂部
- 2018-：三騎士傳奇

### 電玩遊戲
- Donald Duck's Playground（英语：Donald Duck's Playground） （1988年）
- 唐老鸭梦冒险 （1989年） （唐老鴨只是一個 NPC）
- Quackshot（英语：Quackshot） （1991年）
- Lucky Dime Caper（英语：Lucky Dime Caper） （1991年）
- World of Illusion Starring Mickey Mouse and Donald Duck（英语：World of Illusion Starring Mickey Mouse and Donald Duck） （1992年）
- 唐老鸭梦冒险2 （1993年） （唐老鴨只是一個 NPC）
- Deep Duck Trouble Starring Donald Duck（英语：Deep Duck Trouble Starring Donald Duck） （1993年）
- Maui Mallard in Cold Shadow（英语：Maui Mallard in Cold Shadow） （1996年）
- 唐老鸭：英雄救美 （2000年）
- 王國之心-王國之心系列 （2002年）
- Disney Golf（英语：Disney Golf） （2002年）
- Disney's PK: Out of the Shadows（英语：Disney's PK: Out of the Shadows） （2002年）
- 王國之心 記憶之鍊 （2004年）
- 王國之心2-*多種語言網頁 *日文網頁 （2005年）

### 美國漫畫
- Walt Disney's Comics and Stories
- Donald Duck
- Uncle Scrooge
- Uncle Scrooge Adventures
- Donald Duck Adventures
- Mickey and Donald
- DuckTales
- Donald and Mickey
- Donald Duck and Mickey Mouse
- Walt Disney Giant
- Walt Disney's Comics and Stories Penny Pincher
- Uncle Scrooge and Donald Duck
- The Adventurous Uncle Scrooge McDuck
- Kingdom Hearts

### 著名畫師
- 卡爾·巴克斯
- Luciano Bottaro
- Giovan Battista Carpi
- Giorgio Cavazzano
- William Van Horn
- Daan Jippes
- Don Rosa
- Marco Rota
- Romano Scarpa
- Tony Strobl
- 查爾斯·阿弗雷德·塔里亞菲羅

## 延伸閱讀
- Ariel Dorfman, Armand Mattelart, David Kunzle (trans.), How to Read Donald Duck: Imperialist Ideology in the Disney Comic ISBN 0-88477-023-0 (Anti-Donald Duck Marxist Critique)
- Walt Disney Productions, Walt Disney's Donald Duck: 50 Years of Happy Frustration, Courage Books, May 1990 ASIN: 0894715305

## 外部連結
- 唐老鴨官方網站 （页面存档备份，存于）
- 唐老鴨官方的Facebook專頁

- Donald Duck comics（页面存档备份，存于）
- All the Ducks（页面存档备份，存于）
- Donald's profile in the Inducks（页面存档备份，存于）
- Paperinik's profile in the Inducks（页面存档备份，存于）
- Donald's profile in the Disney HooZoo
- Toonopedia: Donald DuckPortuguese Web Archive的存檔，存档日期2016-05-23
- Donald Duck shorts film
- Donald Duck advertising pinbacks（页面存档备份，存于）
- 問雅虎! - 2005年10月5日 - 為何唐老鴨不穿褲子?(英文)（页面存档备份，存于）
- 迪士尼所有動畫電影年表
- 迪士尼中文官方网站：米奇和好友
- 迪士尼中文官方网站：唐老鸭